# Epidendrum magdalenense
Epidendrum magdalenense är en orkidéart som beskrevs av Paulo Campos Porto och Alexander Curt Brade. Epidendrum magdalenense ingår i släktet Epidendrum och familjen orkidéer. Inga underarter finns listade i Catalogue of Life.